# أماندا بيل
أماندا بيل (بالإنجليزية: Amanda Bell) هي لاعبة كاراتيه أمريكية، ولدت في 3 أغسطس 1988 في أوكلاند في الولايات المتحدة.

## وصلات خارجية
- أماندا بيل على موقع بيلاتور (الإنجليزية)
- أماندا بيل على موقع شيردوغ (الإنجليزية)
- أماندا بيل على موقع IMDb (الإنجليزية)
- أماندا بيل على موقع IMDb (الإنجليزية)